# Station Orzesze Zawiść
Station Orzesze Zawiść is een spoorwegstation in de Poolse plaats Orzesze.